# Абаканский хребет
Абака́нский хребе́т — горный хребет Западного Саяна на юго-западе Восточной Сибири.
Находится в основном в Хакасии, частично в Кемеровской области и Республике Алтай. Представляет собой продолжение Кузнецкого Алатау, соединяющееся на юге с хребтом Корбу на Алтае. Климат континентальный, с холодной, многоснежной зимой и умеренно тёплым летом. Гребневая часть хребта получает до 1500 мм осадков в год. На некоторых гольцах снег лежит всё лето.
Образует юго-восточную границу Кузнецкой котловины. Является водоразделом рек Абакан (бассейн Енисея), Томь, Мрас-Су и Лебедь (бассейн Оби).
Тянется на юго-запад от истока Томи до озера Телецкое, общая протяжённость около 300 км. Средняя высота 1400—1700 м. Высшая точка — 1984 м (безымянная вершина хребта Чоочек). Вторая по высоте вершина — гора Большой Аталык (1900 м). Другие значительные вершины — Большая Кольтайга (1883 м), Малая Кольтайга (1770 м), Карлыган (1747 м).
Сложен метаморфическими и изверженными породами (интрузии гранитов, габбро, диоритов). Преобладает сильно расчленённый среднегорный рельеф. По склонам (ниже 1705 м) — темнохвойная тайга (пихта, ель, сибирский кедр), выше — горная тундра. В окрестностях села Нижний Ужунжуль (Аскизский район, Хакасия) в лесном и частично степном поясах низкогорий по северной покатости Абаканского хребта находятся типчаково-дриадовые тундростепи — травостой, в составе которого содержится ряд ледниковых реликтов.
Отрог — Азыртал.

## Топонимика
Горная система названа по имени реки Абакан.

## Объекты
В пределах Хакасии горы Абагас 2-я, Берёзовая Грива, Копче, Намштак, Северная, Сунзас, Хогбалык, Частайга, перевал Консинский Разлом, озеро Иксинское

## Туризм
Абаканский хребет не имеет категорийных вершин и перевалов. Высшие точки хребта включены в эталонные маршруты пешеходных и лыжных походов 2-3 категории сложности как объекты туристических траверсов и восхождений. Пешеходные маршруты 4 категории сложности часто завершаются сплавом по р. Абакан и её притокам. Также Абаканский хребет часто пересекается туристами-водниками, так как через него проходит кратчайший путь от Телецкого озера к верховьям реки Большой Абакан.